# Шушанік Апоян
Шушанік Арутюнівна Апоян (вірм. Շուշանիկ Հարությունի Ափոյան; 17 жовтня 1923, Єреван — 9 жовтня 2015, там же) — вірменська музикознавиця, піаністка та музична педагогиня, перша дослідниця вірменського фортепіанного мистецтва. Професорка Єреванської державної консерваторії імені Комітаса (1987), член Спілки композиторів СРСР з 1960 року.
Апоян — засновниця досліджень історії та теорії вірменського фортепіанного мистецтва. Відома дослідженнями в галузі фортепіанної педагогіки і методики навчання грі на фортепіано, музичної освіти та виховання, фортепіанного мистецтва вірменських композиторів, виконавського мистецтва. Авторка понад ста наукових і методичних праць, в тому числі шістнадцяти монографій. У 1980 році заснувала кафедру історії і теорії виконавського мистецтва Єреванської державної консерваторії.

## Біографія
Народилася 17 жовтня 1923 року в Єревані.
Закінчила Єреванську музичну школу імені О. Спендіарова. У 1947 році закінчила Єреванську державну консерваторію по класу фортепіано Роберта Христофоровича Андріасяна, в 1948 році — історико-теоретичний факультет по класу Георгія Григоровича Тигранова. Пройшла аспірантське навчання в Інституті мистецтв Академії наук Вірменської РСР (1949—1952) і Ленінградської державної консерваторії імені Миколи Римського-Корсакова (1953—1955) під керівництвом професора Льва Ароновича Баренбойма.
В 1947—1953 і 1955—1980 роках викладала фортепіано в Єреванській професійній музичній школи імені П. І. Чайковського. В 1953—1955 роках викладала фортепіано у Ленінградській музичній школі імені М. А. Римського-Корсакова, а у 1955—1962 роках викладала методику навчання грі на фортепіано в Єреванському музичному училищі імені Романоса Мелікяна.
З 1960 року член Союзу композиторів СРСР. У 1961 році захистила дисертацію на здобуття наукового ступеня кандидата мистецтвознавства на тему «Вірменська фортепіанна музика».
Шушанік Апоян з 1957 року в Єреванській державній консерваторії вела курс історії та теорії піанізму, а з 1962 року також курс методики навчання грі на фортепіано. Починаючи з 1970 року вона доцентка, а з 1987 року — професорка. Протягом багатьох років Апоян керувала відділом педагогічної практики консерваторії. У 1980—1990 роках була завідувачкою кафедри історії та теорії виконавського мистецтва Єреванської державної консерваторії, яку організувала на базі існуючої до цього секції при кафедрі спеціального фортепіано. У 2006—2015 роках була професоркою-консультанткою Єреванської державної консерваторії.
Апоян — авторка кількох монографій та численних наукових статей. Вона брала участь і мала виступи на різних конференціях в Ленінграді, Москві, Тбілісі та Єревані. Уклала збірку педагогічних фортепіанних п'єс вірменських композиторів (спільно з Ш. О. Бабаян, Єреван, 1983) та збірку дитячих п'єс вірменських композиторів (спільно з Е. А. Абаджян, Москва, 1972).
Шушанік Апоян померла 9 жовтня 2015 року в Єревані, на 92-му році життя.

## Основні праці
Шушанік Апоян є першою дослідницею історії і теорії вірменського фортепіанного мистецтва. За словами докторки мистецтвознавства, професорки Світлани Саркісян: «Авторитетний музикознавець, глибокий знавець історії і теорії фортепіанного мистецтва, Шушанік Арутюнівна Апоян стояла біля витоків формування цієї галузі у вірменському музикознавстві. Саме завдяки її багаторічним дослідженням фортепіанна культура Вірменії стала сприйматися як цілісне і значуще явище».
Свою музикознавчу діяльність Апоян почала з 1948 року, вивчаючи шляхи становлення і розвитку вірменської фортепіанної музики. Особливо примітним є дослідження питання про першу появу фортепіано у Вірменії, зроблене в цей період. Апоян їздила містами і селами Вірменії, збираючи відомості про передісторію вірменського фортепіанного мистецтва. Завдяки її дослідженням стало ясно, що вже наприкінці XIX століття піаніно з'явилося в Мегрі, Капані, Шуші, Агулісі.
Апоян займалася дослідженням історії виникнення фортепіанних концертів і дитячої музики вірменських композиторів. Вивчаючи архіви вірменських композиторів, Апоян з'ясувала, що ще до Комітаса і Саркіса Бархударяна до дитячої та юнацької музиці звертався Генарій Корганов: його п'єси, вперше опубліковані в Німеччині наприкінці 1880-х років, були першими зразками не тільки в історії вірменського, але і закавказького музичного мистецтва. Вивчаючи архів Комітаса, Апоян виявила педагогічну літературу для фортепіано, а також теоретичні праці відомих піаністів, присвячені технічним проблемам гри на фортепіано.
Особливою заслугою Шушанік Апоян є зібрання нових цінних музичних матеріалів. Працюючи в Інституті музично-естетичного виховання Карла Орфа у Зальцбурзі, в архівах Санкт-Петербурзької, Московської, Львівської, Тбіліської консерваторій, Апоян привезла багато цікавих матеріалів для поповнення фонотек Єреванської державної консерваторії та Громадського радіо Вірменії, рідкісні записи видатних виконавців. Вона також збирала матеріали про життя і творчий шлях музикантів. В особистому архіві Апоян зберігаються понад 200 листів від відомих музикантів.
Протягом 60 років роботи Апоян опублікувала понад 100 авторитетних праць, серед яких монографії «Фортепіанна музика Радянської Вірменії», «Роберт Андріасян», «Історія вірменського фортепіанного мистецтва. 1850—1920 року», «Незабутні імена, нариси про піаністів-вірменів», статті «Вірменська радянська камерна фортепіанна музика», «Вірменська фортепіанна музика у дорадянський період розвитку», «Піаніст Арам Татулян», також статті для Вірменської радянської енциклопедії та Російської музичної енциклопедії. Згідно з Левом Баренбоймом: «наукові роботи Апоян відрізняють ерудиція, уміння вільно оперувати матеріалами та узагальнювати їх, вміння вільно показувати те чи інше конкретне явище піаністичного мистецтва у співвідношенні з широким загальнокультурними фоном».
Перша монографія Шушанік Апоян «Фортепіанна музика радянської Вірменії», видана в 1968 році в Єревані, стала основою і першим джерелом для вивчення фортепіанної творчості вірменських композиторів. Ця праця була офіційно рекомендована як навчальний посібник для радянських консерваторій. Так робота здобула популярність не лише у Вірменії, але і за її межами.
Праця Апоян «Історія вірменського фортепіанного мистецтва. 1850—1920 року», видана в Єревані в 2006 році, присвячена історичним і суспільним передумов становлення і розвитку вірменського фортепіанного мистецтва, дослідженню життя і творчості талановитих вірменських композиторів та піаністів, таких як Нікогайос Тигранян, Олександр Спендіаров, Саркіс Бархударян, Комітас. У праці знайшли місце раніше невідомі факти, а також рідкісні фотографії з особистих архівів музикантів.
Монографія «Незабутні імена, нариси про піаністів-вірмен» (Єреван, 2008) розповідає про представників вірменської музичної культури, чия діяльність відбувалсь не лише у Вірменії та Закавказзі, але й в Росії, країнах Західної Європи. Герої(ні) книги — піанист/ки-вірмен/ки: Кароль Мікулі (учень Фредеріка Шопена), Стефан Ельмас (учень Ференца Ліста), Ольга Калантарівна Калантарова, Анаїда Степанівна Сумбатян, Олена Абгарівна і Євгенія Абгарівна Адамян, Маргарита Іванівна Міріманова, Марія Миколаївна Каламкарян, Арно Арутюнович Бабаджанян, Марія Степанівна Гамбарян, Самвел Смбатович Алумян та інші. У книзі є також нарис, присвячений періоду роботи у Вірменії російського піаніста і педагога Костянтина Миколайовича Ігумнова. Книга викликала широкий резонанс серед музичної громадськості багатьох країн, про неї захоплено відгукнулися багато музикантів(-ок), в тому числі заслужена артистка РФ, піаністка М. С. Гамбарян, доктор мистецтвознавства А. В. Малиновської, кандидатка мистецтвознавства, професорка Н. П. Корихалова. Так сказав про книгу Олександр Арутюнян — народний артист СРСР, композитор, професор: «Книгу Шушанік Апоян „Незабутні імена“ можна назвати безцінною енциклопедією вірменського музичного мистецтва. Вона дає широку панораму життя і діяльності піаністів-вірмен не лише у Вірменії, але і в інших країнах протягом величезного періоду, починаючи з другої половини XIX століття і до наших днів. Однією з великих переваг роботи — використаний в ній багатий фактологічний матеріал, голловним чином навіть невідомий історикам музики. Він свідчить про чисто людський і творчий зв'язок вірмен-піаністів з видатними майстрами європейської та російської музичної культури XIX і XX століть. Серед них:  Ференц Ліст, Фредерик Шопен, Ферруччо Бузоні, Леопольд Годовський, Олександр Костянтинович Глазунов, Федір Іванович Шаляпін, Сергій Сергійович Прокофєв, Костянтин Миколайович Ігумнов, Леонід Борисович Коган, Мстислав Леопольдович Ростропович, Володимир Давидович Ашкеназі. В результаті цього, значення книги виходить за межі вірменської музичної культури. Книга є вагомим внеском в історію вірменського мистецтва в галузі піанізму».

## Нагороди та звання
- Медаль Мовсеса Хоренаці (3 вересня 2011) — за видатні творчі досягнення у галузях мистецтва, культури та освіти, з нагоди 20-річчя незалежності Республіки Вірменія[21][22].
- Медаль «На відзначення 100-річчя з дня народження Володимира Ілліча Леніна» (1970)[11].
- Медаль «Ветеран праці» (1985)[11].
- Професор Єреванській державної консервоторії (1987)[11].
- Доцент Єреванській державної консервоторії (1970)[11].